# 가와베촌 (후쿠오카현)
가와베촌(川辺村)은 일본 후쿠오카현 야마토군에 설치되었던 촌이다. 현재의 야나가와시의 일부에 해당한다.

## 역사
- 1889년 4월 1일 - 정촌제 시행에 의해 야마토군 가와베촌이 성립하였다.
- 1907년 3월 20일 - 다루미촌, 가와키타촌, 미야노우치촌과 합병해 미쓰하시촌이 성립해 폐지되었다.

## 참고문헌
- 角川日本地名大辞典 40 福岡県
- 『市町村名変遷辞典』東京堂出版、1990年。